# Cliffs of Moher
Cliffs of Moher (irsk: Aillte an Mhothair) er en række klipper, der ligger på den sydvestlige kant af the Burren ud til havet i County Clare, Irland. De forløber omkring 14 km langs kysten. I den sydlige ende er de 120 m over Atlanterhavet ved Hag's Head, og omkring 8 km mod nord har de en maksimal højde på 214 m umiddelbart nord for O'Brien's Tower, der er et rundt stentårn, der er bygget omkring midten afklipperne i 1835 af Sir Cornelius O'Brien. Herfra bliver klipperne atter lavere længere nordpå. De nærmeste bosættelser er landsbyerne Liscannor 6 km mod syd og Doolin 7 km mod nord.
Fra klipperne og fra toppen af tårnet kan man se Aran Islands i Galway Bay, Maumturks- og Twelve Pins-bjergkæderne mod nord i County Galway, og Loop Head mod syd. Klipperne er blandt de mest besøgte turistattraktioner i Irland med omkring 1,5 mio. besøgende om året.

## I populærkulturen
Cliffs of Moher har optrådt i adskillige film og tv-serier. I filmverden har de været brugt i The Princess Bride (1987) (som lokation til "The Cliffs of Insanity"), Harry Potter og Halvblodsprinsen (2009), og Leap Year (2010). Klipperne bliver nævnt i Martin Scorseses film Bringing Out the Dead (1999) og i dokumentaren Waveriders (2008) bliver de nævnt som stedet for en stor store surfbølger kaldet "Aileens".
Inden for musik er klipperne blevet brugt til musikvideoer, inklusive Maroon 5's "Runaway", Westlife's "My Love", og Rich Mullins' "The Color Green". Størstedelen af sangeren Dusty Springfields aske blev spredt fra klipperne af hendes bror, Tom. Der findes også en irsk violinmelodi kaldet The Cliffs Of Moher.

## Galleri
- Cliffs of Moher i
- Et fald på 200 m
- Lokale Bilberrygeder
- Klippesøjlen Branaunmore
- Panorama fra under O'Brien's Tower
- Cliffs of Moher set fra færgen
- Cliffs of Moher, Irland